# 레이 마
레이먼드 프랜시스 마(영어: Raymond Francis Meagher, 영어 발음: /ˈmɑːr/, 1944년 7월 4일 ~ )는 오스트레일리아의 배우이다.

## 출연 작품
- 다크 에이지 (1987년)
- 특명 블루라이팅 (1986년)
- 실종 단서 (1985년)
- 나의 화려한 인생 (1979년)
- 베트남 블루스 (1979년)
- 지미 블랙스미스 (1978년)

### 텔레비전
- 프리즈너 (1979-1986, Prisoner) - 제프 버틀러 역
- 홈 앤 어웨이 (1988-현재) - 앨프 스튜어트 역